# Wielki Karw
Wielki Karw – wyspa odrzańska w Dolinie Dolnej Odry w granicach administracyjnych miasta Police. W rejonie północnego krańca wyspy Domiąża przechodzi w Roztokę Odrzańską. 
W rejonie wyspy znajduje się port morsko-rzeczny Police.
Obszar wyspy jest objęty granicami obszaru Ujście Odry i Zalew Szczeciński sieci Natura 2000.
Nazwę Wielki Karw wprowadzono urzędowo rozporządzeniem w 1949 roku, zastępując poprzednią niemiecką nazwę wyspy – Groß Korfwerder.

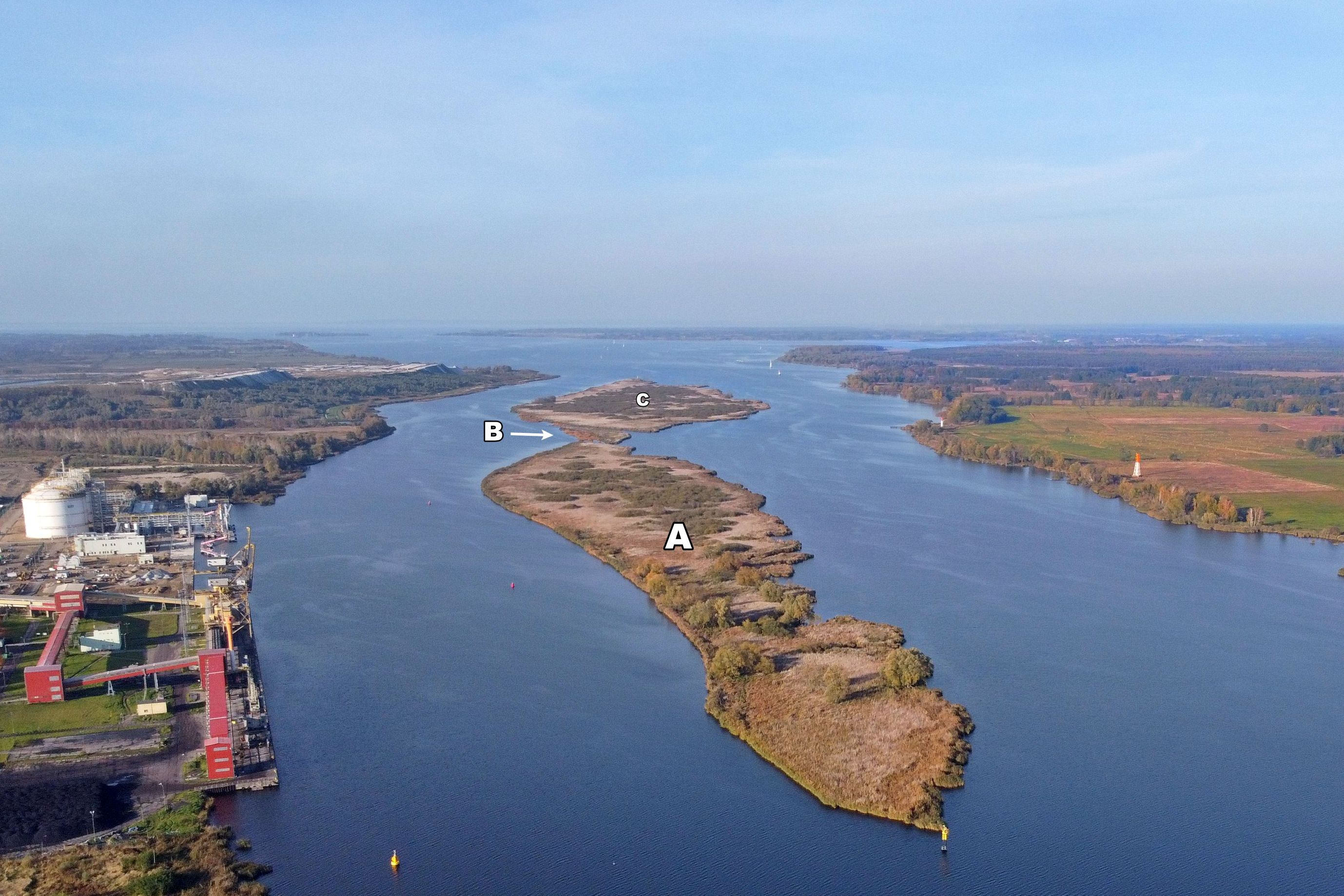
Widok od strony południowej na odrzańskie wyspy: Długi Ostrów (A), Mały Karw (B), Wielki Karw (C). Po lewej stronie widoczny Terminal Morski portu w Policach